# 붕아 치트라 레스타리
붕아 치트라 레스타리(인도네시아어: Bunga Citra Lestari, 1983년 3월 22일 ~ )는 인도네시아의 가수, 배우이다.

## 음반 목록
- Cinta Pertama  (2006)
- Tentang Kamu (2008)
- It's Me BCL (2017)